# John Francis Bentley
John Francis Bentley (ur. 30 stycznia 1839 w Doncaster, zm. 2 marca 1902 w Clapham) – brytyjski architekt, specjalizujący się w architekturze sakralnej neobizantyńskiej i neogotyckiej. Jego najbardziej znanym dziełem jest Katedra Westminsterska w Londynie, zbudowana w latach 1895–1903.
Już w wieku 16 lat, wbrew woli rodziców, zaczął pracować w przedsiębiorstwach budowlanych. Od 1868 zaczął samodzielnie projektować budynki. Przełomem w jego karierze było powierzenie mu zaprojektowania nowej rzymskokatolickiej katedry Westminsterskiej w Londynie. Przed podjęciem prac, Bentley wyjechał do Włoch, aby tam zapoznać się z dziełami architektury inspirowanej stylem bizantyńskim, takich jak Bazylika św. Marka w Wenecji. Zmarł wkrótce po otrzymaniu złotego medalu Institute of Architects.

## Ważne dzieła
- Katedra Westminsterska
- kościół St Mary’s, Cadogan Street, Londyn
- kościół Corpus Christi, Brixton
- kościół Holy Rood, Watford
- St John’s Beaumont School
- kościół Wszystkich Świętych w Chilton